# 立川珠里亜
立川 珠里亜（たちかわ じゅりあ、1947年 - ）は、米国在住の国際弁護士、文筆家。

## 経歴
聖心インターナショナルスクールを経て、国際基督教大学とカリフォルニア大学サンタバーバラ校を卒業。1973年に東京大学で修士号を取得後、博士課程に進学。1975年にカリフォルニア大学ロサンゼルス校で修士号を取得。1978年にロヨラ大学で法学博士号を取得。1981年、米国カリフォルニア州の司法試験に合格する。その後、PAUL,HASTINGS,JANOFSKY & WALKERを皮切りに4箇所の法律事務所で国際部長や主任を歴任、2002年よりTACHIKAWA & ASSOCIATES法律事務所主任を歴任する。語学に堪能で日本語・英語・中国語を流暢に話すことが出来る国際人である。
奈良橋陽子はインターナショナルスクールと大学の同期。竹内弘高は大学の同期。

## 人物
国際基督教大学で小室眞子、圭夫妻の先輩であり、小室圭がロサンゼルスへ留学した時以来面倒を見てきた。圭にとっては憧れと尊敬の対象であり、立川氏との出会いがきっかけとなり国際弁護士を目指すようになったとされる。夫妻の結婚の理解者であり後援者の一人である。

## 著作
- 高山正之との共著1999『弁護士が怖い! ---日本企業がはまった「米国式かつあげ」』文藝春秋
- 高山正之との共著1995『「訴訟亡国」アメリカ--- 標的にされる在米日系企業』文藝春秋